# Güler Sabancı
Güler Sabancı (* 14. srpna 1955, Adana) je turecká podnikatelka. Je předsedkyní představenstva Sabancı Holding, druhé největší průmyslové a finanční skupiny v Turecku. Zakladatelem holdingu byl její strýc Sakıp Sabancı. Od 23. ledna 2013 je členkou dozorčí rady německé akciové společnosti Siemens AG.

## Životopis
Po ukončení gymnázia TED v Ankaře studovala na Bosporské univerzitě v Istanbulu podnikovou administrativu. Roku 1978 začala svou kariéru v rodinném podniku na pneumatiky v provincii Kocaeli. Po tom, co strávila 14 let ve výrobním závodě Kordsa, se stala členkou představenstva Sabancı Holding. Po smrti svého strýce Sakıpa ji jeho přeživší bratři Erol a Sevket - na vyžádání Sakıpa Sabanci - jmenovali předsedkyní představenstva (CEO) holdingu.
V seznamu 100 nejmocnějších žen na světě amerického časopisu Forbes byla uvedena v roce 2009 na 27. místě.